# Commelina petersii
Commelina petersii är en himmelsblomsväxtart som beskrevs av Justus Carl Hasskarl. Commelina petersii ingår i släktet himmelsblommor, och familjen himmelsblomsväxter.

## Underarter
Arten delas in i följande underarter:
- C. p. loandensis
- C. p. petersii